# Полынь полевая
Полы́нь полева́я, или Полы́нь равни́нная (лат. Artemísia campéstris) — многолетнее травянистое растение, вид рода Полынь (Artemisia) семейства Астровые (Asteraceae).

## Ботаническое описание

### Морфология
Многолетнее травянистое растение высотой 30—80 см с бурым или красноватым, одревесневающим в нижней части стеблем.
Листья дважды или трижды перисто-рассечённые, с узкими нитевидными конечными сегментами, нижние черешковые, верхние сидячие и с более простым рассечением. Молодые листья опушены шелковистыми волосками, что придаёт им серебристый цвет, позже становятся голыми, тёмно-зелёными.
Шаровидные или овальные корзинки диаметром 2—2,5 мм, состоящие из мелких, невзрачных, желтоватых или красноватых цветков, собраны в рыхлое узкопирамидальное метельчатое соцветие. В середине корзинки находятся тычиночные цветки, а по краям — пестичные. Период цветения — июнь—сентябрь. Цветки, как и у других видов полыни, опыляются ветром.
Плоды — мелкие бурые семянки длиной около 1 мм, созревающие с июля по октябрь.

### Распространение
Произрастает в средней и южной полосе европейской части России, а также в Средней Азии, Западной Сибири, на Кавказе, встречается в Ленинградской области. Предпочитает места на полянах и опушках лесов, в степях, сухих лугах, песчаных пустошах и на обочинах дорог. Ксерофит. Апофит.

## Применение
Полынь полевая используется в качестве лекарственного растения в народной медицине.

## Классификация

### Таксономия[4]
Artemisia campestris L., 1753, Sp. Pl. : 846
Вид Полынь полевая относится к роду Полынь (Artemisia) семействa Астровые (Asteraceae) порядка Астроцветные (Asterales). Кладограмма в соответствии с Системой APG IV:
|  |                                      |  |                                   |                                   |                    |  | ещё 10 семейств | ещё 10 семейств |                |  |                          |  | еще 416 подтвержденных и 406 в статусе "непроверенных" видов и инфравидовых таксонов | еще 416 подтвержденных и 406 в статусе "непроверенных" видов и инфравидовых таксонов |  |
|  |                                      |  |                                   |                                   |                    |  | ещё 10 семейств | ещё 10 семейств |                |  |                          |  | еще 416 подтвержденных и 406 в статусе "непроверенных" видов и инфравидовых таксонов | еще 416 подтвержденных и 406 в статусе "непроверенных" видов и инфравидовых таксонов |  |
|  |                                      |  |                                   | порядок Астроцветные              |                    |  |                 |                 | род Полынь     |  |                          |  |                                                                                      |                                                                                      |  |
|  |                                      |  |                                   | порядок Астроцветные              |                    |  |                 |                 | род Полынь     |  | 20 инфравидовых таксонов |  |                                                                                      |                                                                                      |  |
|  | отдел Цветковые, или Покрытосеменные |  |                                   |                                   | семейство Астровые |  |                 |                 | Полынь полевая |  |                          |  |                                                                                      |                                                                                      |  |
|  | отдел Цветковые, или Покрытосеменные |  |                                   |                                   |                    |  |                 |                 |                |  |                          |  |                                                                                      |                                                                                      |  |
|  |                                      |  | ещё 63 порядка цветковых растений | ещё 63 порядка цветковых растений |                    |  |                 | ещё 1804 рода   | ещё 1804 рода  |  |                          |  |                                                                                      |                                                                                      |  |
|  |                                      |  |                                   | ещё 63 порядка цветковых растений |                    |  |                 |                 | ещё 1804 рода  |  |                          |  |                                                                                      |                                                                                      |  |

### Инфравидовые таксоны
- Подвиды в статусе подтвержденных
  - Artemisia campestris subsp. alpina   (DC.)  Arcang. 
  - Artemisia campestris subsp. borealis  H.M.Hall & Clem. 
  - Artemisia campestris subsp. bottnica  Lundstr. ex Kindb. 
  - Artemisia campestris subsp. canadensis   (Michx.)  Scoggan 
  - Artemisia campestris subsp. caudata   (Michx.)  H.M.Hall & Clem. 
  - Artemisia campestris subsp. glutinosa   (Gay ex Bess.)  Batt. 
  - Artemisia campestris subsp. inodora  Nyman 
  - Artemisia campestris subsp. lednicensis   (Spreng.)  Greuter & Raab-Straube 
  - Artemisia campestris subsp. maritima   (DC.)  Arcang. 
  - Artemisia campestris subsp. pacifica  H.M.Hall & Clem. 
  - Artemisia campestris subsp. variabilis   (Ten.)  Greuter

- Таксоны в статусе непроверенных по состоянию на декабрь 2022 г.
  - Artemisia campestris f. adscendens  Neuman 
  - Artemisia campestris f. prostrata  Neuman 
  - Artemisia campestris subsp. bothnica
  - Artemisia campestris subsp. lempergii  Sennen 
  - Artemisia campestris subsp. spithamaea  H.M.Hall & Clem. 
  - Artemisia campestris var. borealis  (Pall.) M.Peck 
  - Artemisia campestris var. purshii  (Besser ex Hook) Cronquist 
  - Artemisia campestris var. pycnocephala  (Less.) M.Peck 
  - Artemisia campestris var. wormskioldii  (Besser ex Hook) Cronquist

### Синонимы
- Artemisia campestris f. campestris
- Artemisia campestris subsp. canescens  Le Houér.
- Artemisia campestris subsp. typica  H.M.Hall & Clem.
- Artemisia campestris var. campestris
- Artemisia campestris var. clausonis  (Pomel) Batt.
- Artemisia campestris var. odoratissima  (Desf.) Batt.
- Artemisia campestris var. sosnovskyi  (Krasch.) Poljakov
- Oligosporus campestris subsp. campestris
- Oligosporus campestris subsp. caudatus  (Michx.) W.A.Weber